# Cité des roses
Cité des roses ou Ville des roses ou Village de roses est un titre attribué à de nombreuses localités dans différents pays du monde :
- Aberdeen, Aberdeenshire (Écosse), Royaume-Uni
- Baden-Baden, Bade-Wurtemberg, Allemagne
- Blida, Blida, Algérie
- Bloemfontein, État-Libre, Afrique du Sud
- Chico, Californie, États-Unis
- Chiraz, Fars, Iran
- Deux-Ponts, Rhénanie-Palatinat, Allemagne
- Doué-la-Fontaine, Pays de la Loire, France
- El Kelaâ Mgouna, Ouarzazate, Maroc
- Fukuyama, Hiroshima, Japon
- Gerberoy, Picardie, France
- Guadalajara, Jalisco, Mexique
- Kazanlak, Stara Zagora, Bulgarie
- Little Rock, Arkansas, États-Unis
- Lyon, Rhône-Alpes, France
- Molde, More og Romsdal, Norvège
- Orléans, Centre-Val de Loire, France
- Pana, Illinois, États-Unis
- Pasadena, Californie, États-Unis
- Portland, Oregon, États-Unis
- Puerto Varas, Llanquihue, Chili
- Rapperswil, Saint-Gall, Suisse
- Rovigo, Vénétie, Italie
- Sangerhausen, Saxe-Anhalt, Allemagne
- Saverne, Alsace, France
- Tyler, Texas, États-Unis
- Visby, Gotland, Suède
- Windsor, Ontario, Canada